# イバン・サリッチ

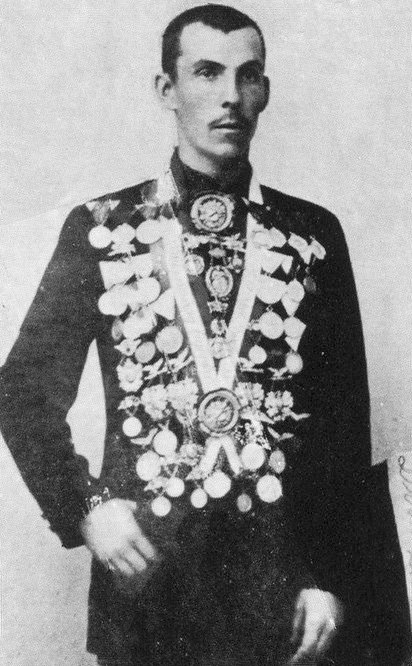
Ivan Sarić

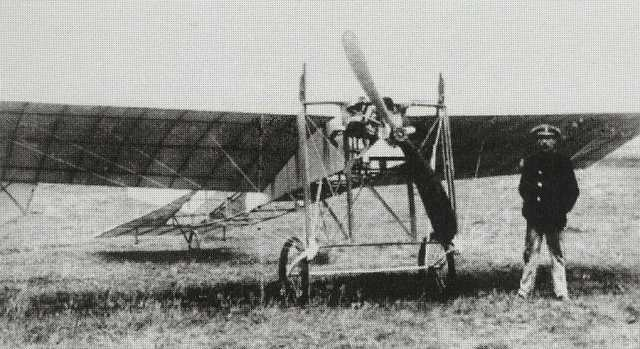
サリッチと彼の飛行機（1910）

イバン・サリッチ（Ivan Sarić 、英語音訳: Ivan Sarich; キリル表記: Иван Сарић; ハンガリー名: Szárits János、1876年6月27日 - 1966年8月23日）は、セルビアのスボティツァ（当時オーストリア＝ハンガリー帝国）生まれの航空のパイオニア、アスリート（自転車競技の選手）である。1910年10月16日に自作の飛行機で飛行に成功した。

## 生涯
スボティツァに生まれた。スボティツァの商業学校を卒業した。レスリングの選手となり、地元にサッカー・クラブを設立したメンバーの一人となった。1891年から自転車競技を始め、すぐにハンガリー王国屈指の選手となり、1896年にペーチで開かれた国際レースでは2位になった。1897年と1898年の10kmトラック競技でハンガリー王国のチャンピオンになった。1899年から1910年のいくつかのレースでも優勝した。
1909年にパリを訪れた時に、ルイ・ブレリオら、何人かのフランスの航空のパイオニアに出会い、飛行機が飛ぶ姿を見て飛行機に対して情熱を抱いた。故郷のスボティツァに戻ると、飛行機の自作を始め、入手しやすい木材や布やオートバイの部品、ピアノの弦などが使われた。1910年初め、24hpのエンジンを積んで単葉機、サリッチ1は完成し、その年の夏、試験飛行と練習を行い、10月16日、7,000人の市民の見守るなかで公開飛行に成功した。1911年、自作のエンジンを50hpに出力向上させたサリッチ2を製作したが、第一次世界大戦の勃発などによって改良はやめた。その後もスポーツ競技のプロモートをする一方で1種のヘリコプターのような垂直離着陸機の発明を続けた。
スボティツァの航空クラブはサリッチの名前がつけられており、スボティツァ近くのBikovoのスポーツ用飛行場の名前に命名されている。サリッチ1の復元機はベオグラードの航空博物館に展示されている。